# Elisabet de Portugal
|  | Per a altres significats, vegeu «Elisabet (desambiguació)». |

Elisabet o Isabel de Portugal o Elisabet d'Aragó i de Sicília (Saragossa o Barcelona, 1271 - Estremoz, Portugal 1336) fou infanta d'Aragó i reina consort de Portugal (1282-1325). Molt pietosa i religiosa al final de la seva vida, és venerada com a santa per l'Església catòlica.

## Orígens familiars
Va ser filla de Pere el Gran, rei d'Aragó i comte de Barcelona, i la seva esposa, Constança de Sicília. Per línia paterna era neta de Jaume I el Conqueridor i Violant d'Hongria, a més de neboda d'Elisabet d'Hongria, coneguda també per la seva santedat, i per línia materna de Manfred I de Sicília i Beatriu de Savoia.
Li varen posar el nom d'Elisabet en honor de la germana de la seva àvia Santa Elisabet d'Hongria. Fou germana dels comtes de Barcelona i reis d'Aragó Alfons el Franc i Jaume II el Just, així com de Frederic II de Sicília.

## Núpcies i descendents
Dona molt devota des de la seva infància, el 24 de juny de 1282 la varen casar a Barcelona amb el rei Dionís I de Portugal, el qual tenia molt poca moral, sent molt violent i infidel. Del seu matrimoni en nasqueren: 
- la infanta Constança de Portugal (1290-1313), casada el 1302 amb Ferran IV de Castella
- l'infant Alfons IV de Portugal (1291-1357), rei de Portugal

## Vida caritativa
Dedicà bona part del seu temps lliure a atendre malalts, vells i mendicaires, als quals confeccionava roba ella mateixa. Durant el seu regnat va manar construir hospitals, escoles gratuïtes i refugis per a orfes. Així mateix va ordenar la construcció d'un bon nombre de convents. Tot i la poca moral del rei Dionís I, aquest sentia tanta admiració per a la reina que li deixava portar la seva vida cristiana lliurement, fins al punt que la reina regularment distribuïa part de les monedes del Tresor Reial entre els més pobres.
En diverses ocasions va partir fins al camp de batalla per aturar les disputes entre el seu marit Dionís I i el seu fill Alfons. Així doncs, se situava enmig dels dos i resava perquè aturessin les seves disputes.
L'any 1325 Elisabet va enviudar del seu marit i fou llavors quan va renunciar a les seves riqueses i va entrar en el convent de l'Ordre de les Clarisses a Santarem. En un viatge fins a Santiago de Compostel·la va entregar al bisbe la corona reial per rebre l'hàbit de l'Orde de les Clarisses.
Un cop retirada va haver de tornar a intervenir, aquest cop, entre el seu fill Alfons IV de Portugal i el seu net Alfons XI de Castella. Així doncs va iniciar un viatge fins al camp de batalla a Castella per posar pau entre els dos familiars. Al seu retorn es trobà malament i fou duta fins al convent de Santa-Clara-a-Velha de Coïmbra, convent que ella mateixa havia fundat, on morí el 4 de juliol de l'any 1336.

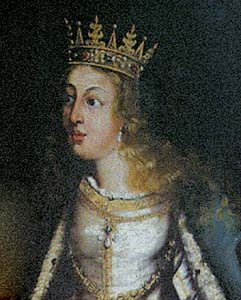
Quadre del s. XVII
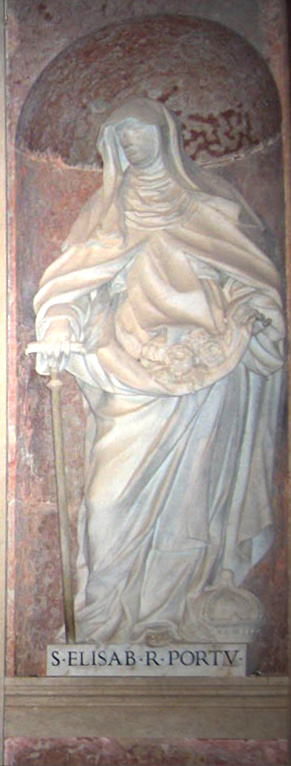
Estàtua de Georges Jansoone, s. XVIII (Mafra, església del palau)
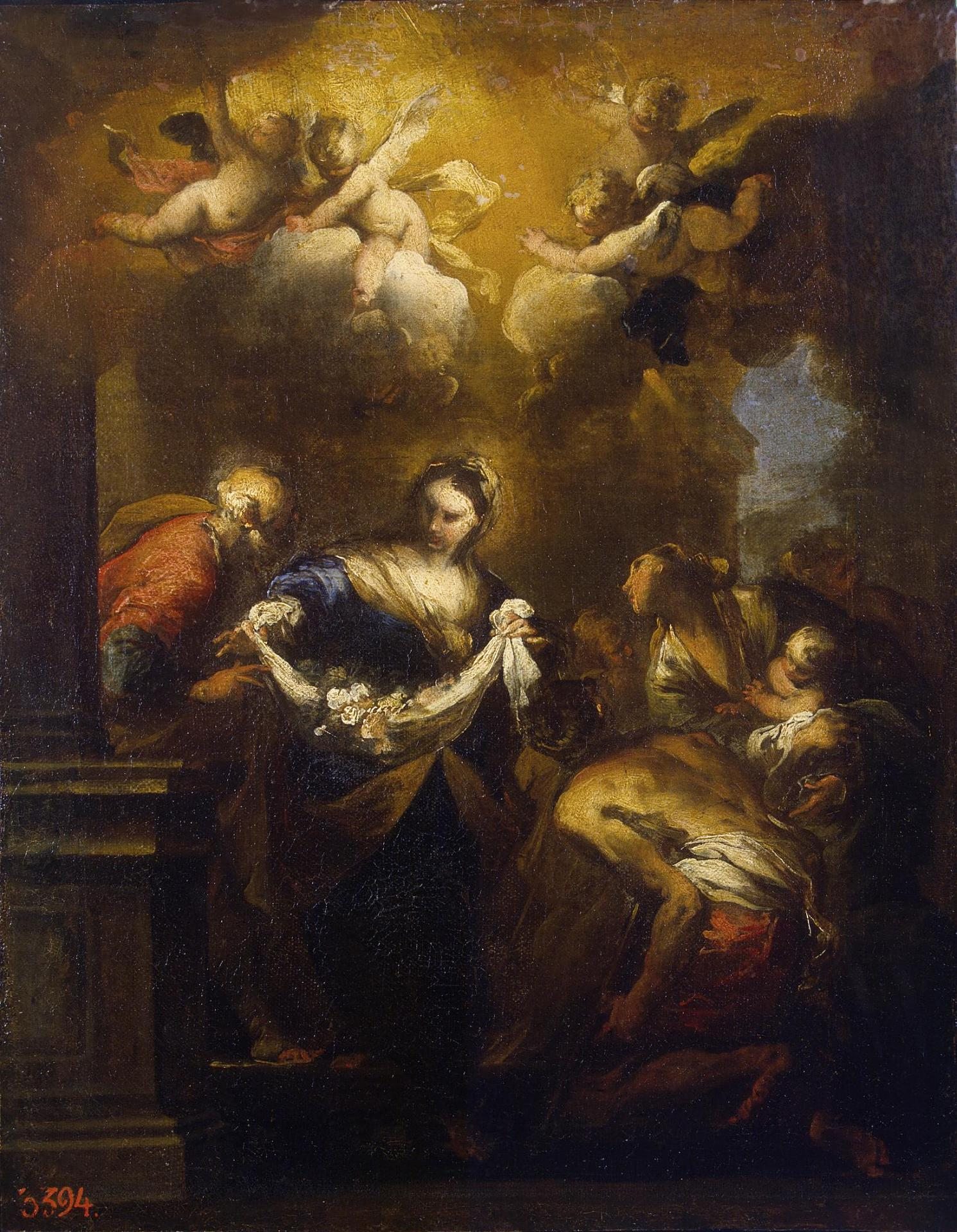
Miracle de les roses de Valerio Castello, ca. 1650 (St. Petersburg, Hermitage)

## Veneració
Va ser beatificada en 1516 i canonitzada el 1625 pel Papa Urbà VIII. La seva festa se celebra el 4 de juliol, dia de la seva mort. El 1694 la festivitat va traslladar-se al 8 de juliol, perquè no coincidís amb l'octava dels sants Pere i Pau, de 29 de juny a 6 de juliol, però el 1969 van tornar a establir el 4 de juliol com a festa de la santa.
Des de la creació en 1819 de la Diòcesi de Sant Cristóbal de La Laguna també anomenada Diòcesi de Tenerife (Illes Canàries), Santa Elisabet de Portugal és copatrona de la mateixa i de la catedral diocesana per Butlla del Papa Pius VII.

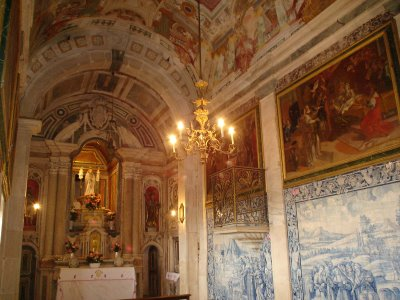
Capella del Castell d'Estremoz, a la cambra on va morir la reina
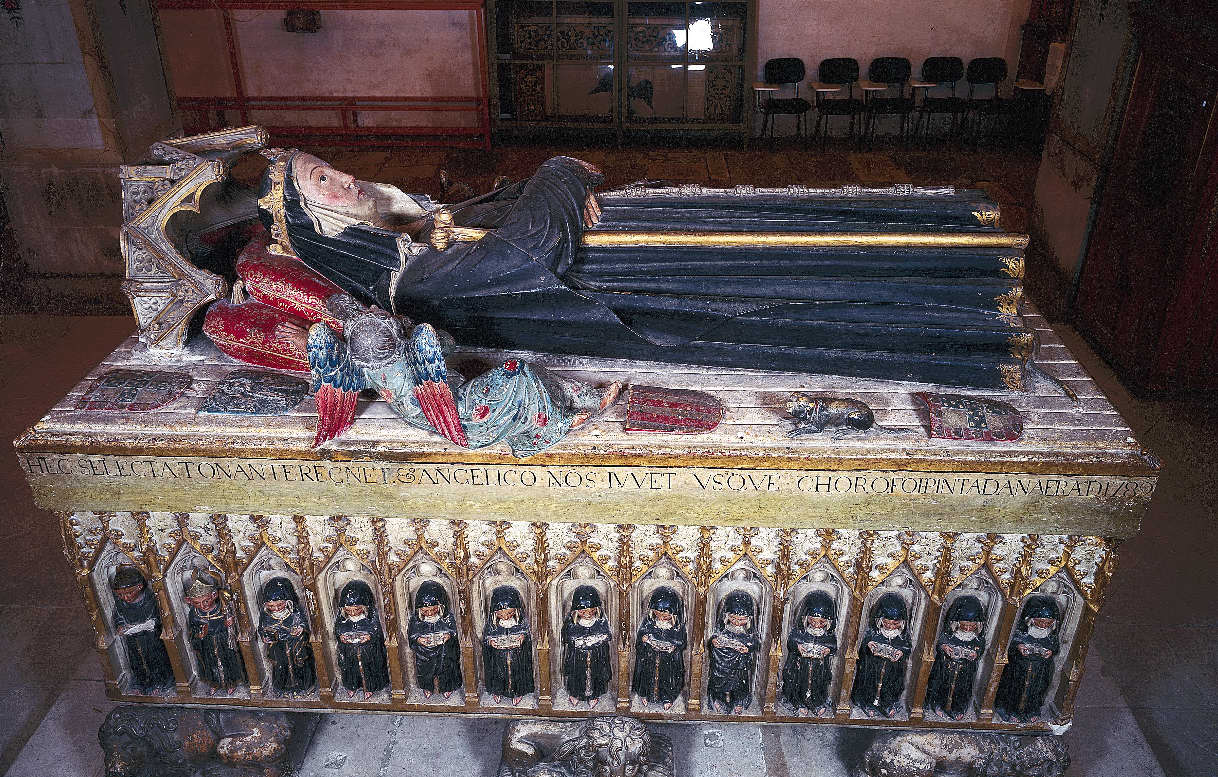
Sepulcre antic de la reina, del Mestre Pero (1330), traslladat al s. XVII de Santa Clara-a-Velha a Santa Clara-a-Nova de Coïmbra
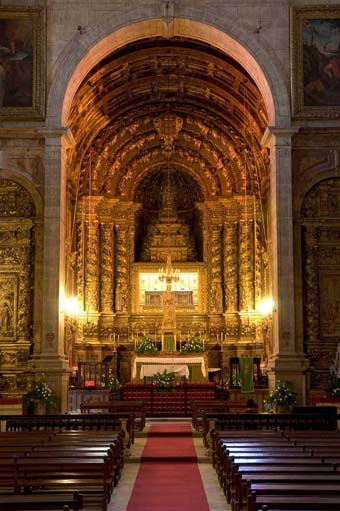
Retaule major de Santa Clara-a-Nova, de Coïmbra, amb l'urna on hi ha el cos de la santa